# Salvia leucantha
Salvia leucantha es una especie de planta herbácea perteneciente a la familia de las lamiáceas. Es originaria de México.

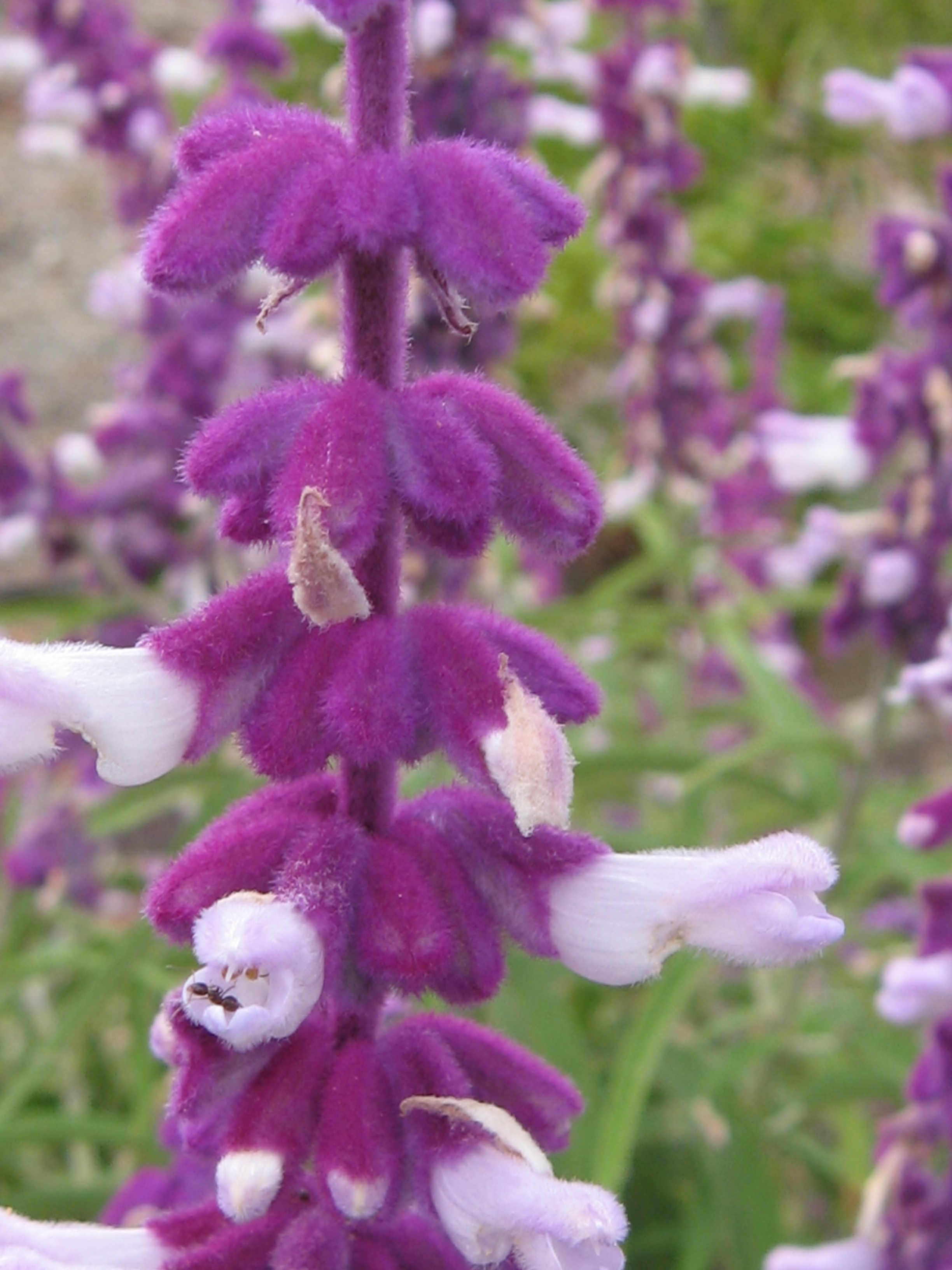
Inflorescencia

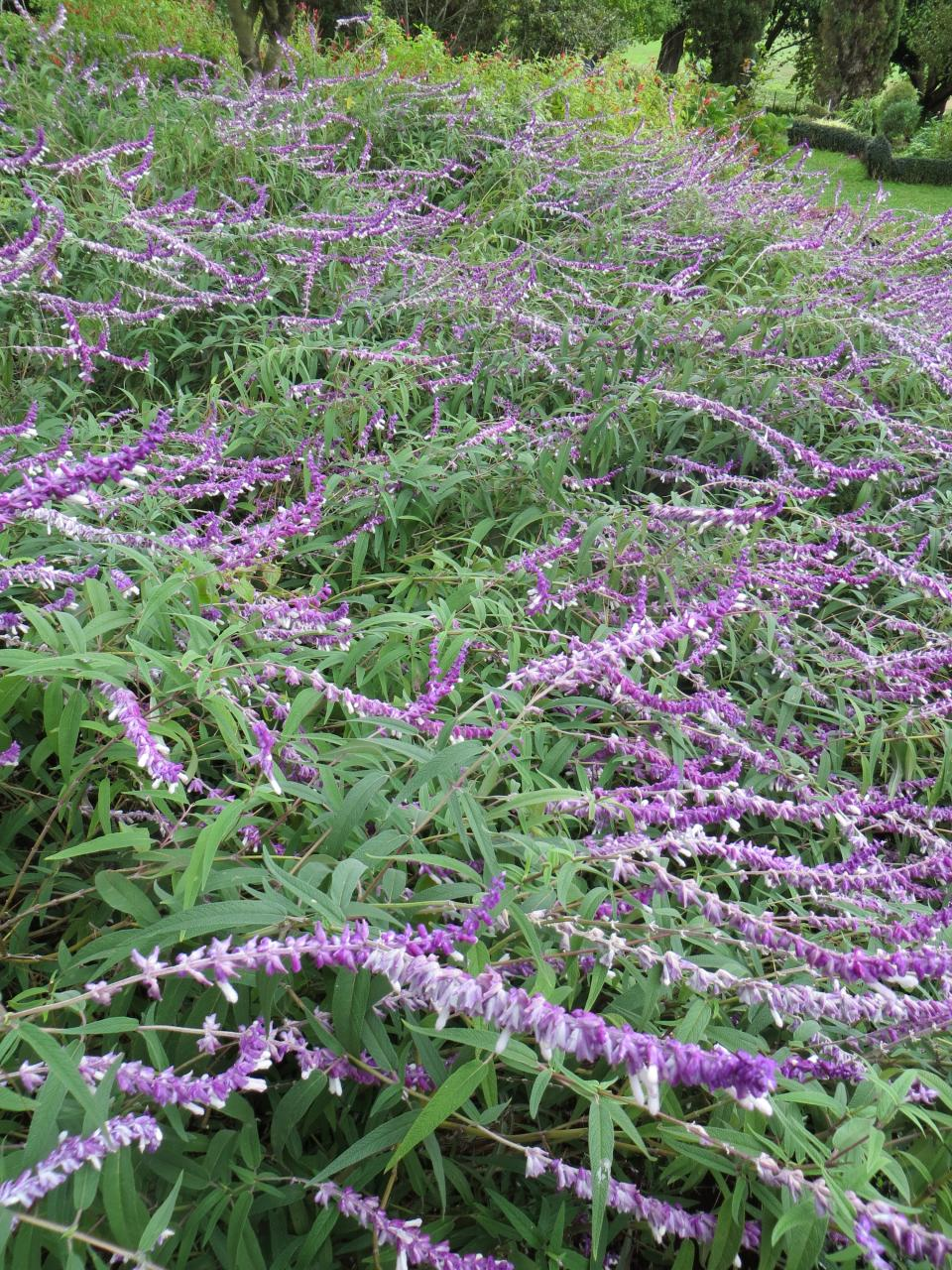
Vista de la planta

## Descripción
Salvia leucantha es una planta de origen mexicano, introducida y asilvestrada en algunas zonas de las Islas Canarias. Se diferencia claramente de otras especies del género en las islas por sus flores lanudas de color blanco. 

## Propiedades
La salvia es usada en el Estado de México y en Morelos para curar la enfermedad cultural denominada aire; se emplea toda la planta junto con hinojo (Foeniculum vulgare) o canela (Cinnamomum zeylanicum), para preparar un té que se beber a cualquier hora (no debe ingerirse agua fría durante el tratamiento). Esta preparación también se utiliza para calmar la tos, el dolor de pecho y el dolor de pulmón. Para aliviar el dolor de estómago se toma en ayunas, cocida junto con salvia, albahaca, estafiate y una pizca de sal. La infusión de la planta sola, se usa como abortiva.
Historia
En el siglo XVI Francisco Hernández de Toledo la refiere como curativa de alopecia. Maximino Martínez, en el siglo XX la prescribe contra los mareos.
Química
Poca información química existe sobre S. leucantha. De la planta completa se han identificado los triterpenos beta-amirina, eritrodiol, el 3-epi-isómero, leucanthol, y 3-epi uvaol; y el esterol, beta-sitosterol.

## Taxonomía
Salvia leucantha fue descrita por Antonio José de Cavanilles y publicado en Icones et Descriptiones Plantarum 1: 16, t. 24. 1791.
Etimología
Ver: Salvia
leucantha: procede del griego leukos, que significa "blanco" y anthos, que significa "flor", aludiendo a esta característica de la planta. 
Sinonimia
- Salvia bicolor Sessé & Moc., Pl. Nov. Hisp.: 8 (1887), nom. illeg.
- Salvia leucantha f. iobaphes Fernald, Proc. Amer. Acad. Arts 36: 501 (1901).[3]

## Nombres comunes
- Español: Se conoce como "salvia cruz, salvia rabo de gato o cola de borrego". En México: Lana, salvia, algodoncillo, cordoncillo, cordón de San Francisco, moco de pavo.[1]